# 1214
1214 (MCCXIV) var ett skottår som började en onsdag i den julianska kalendern.

## Händelser

### Juli
- 27 juli – Kung Filip II August av Frankrike besegrar en koalition bestående av bland andra den tysk-romerske kejsaren Otto IV och den engelske kungen Johan utan land i slaget vid Bouvines.

### December
- 4 december – Vid Vilhelm I:s död efterträds han som kung av Skottland av sin son Alexander II.

### Okänt datum
- Huset Wittelsbach erhåller pfalzgreveskapet vid Rhen.

## Födda
- 25 april – Ludvig IX, känd som Ludvig den helige, kung av Frankrike 1226–1270
- Isabella av England, tysk-romersk kejsarinna och drottning av Sicilien.

## Avlidna
- 5 oktober – Alfons VIII, kung av Kastilien sedan 1158
- 4 december – Vilhelm I, kung av Skottland sedan 1165